# Železniško postajališče Ljubljana Ježica
Železniško postajališče Ljubljana Ježica je železniško postajališče v Ljubljani, ki je priročno za dostop do mestnih predelov Ježica, Savlje in Stožice. Postajališče se je spočetka imenovalo tudi Bratovševa ploščad.
Postajališče se sestoji iz enega perona na vzhodni strani proge. Peron je dostopen z bližnje Slovenčeve ulice, ki teče vzporedno s progo.